# Corlea Trackway

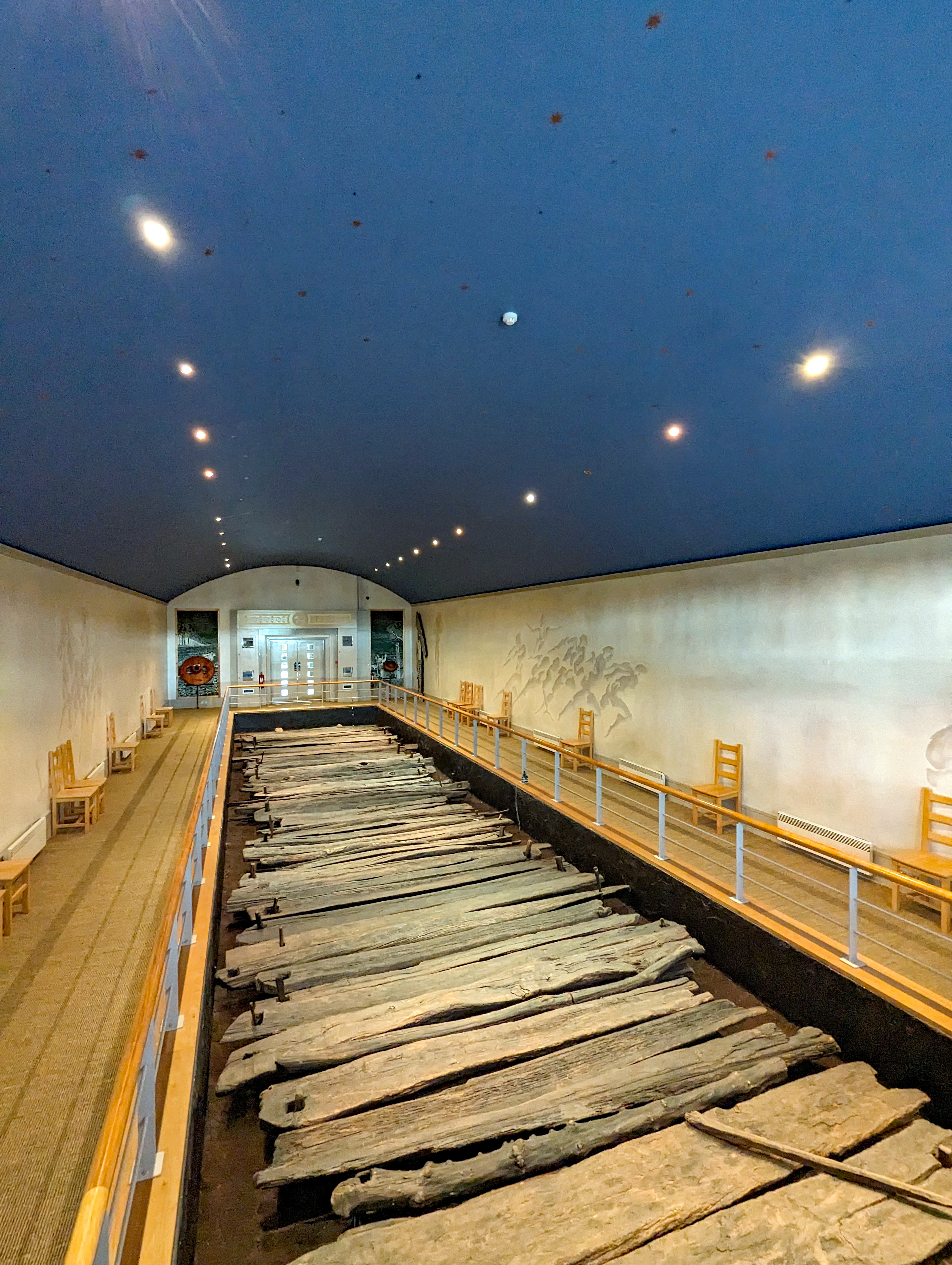
Teil des Corlea Trackways im Besucherzentrum

Der Corlea Trackway (auch Corlea 1) ist einer von vier eisenzeitlichen und damit relativ jungen Bohlenwegen, die im Townland Corlea (irisch An Chorr Liath) bei Keenagh im County Longford in Irland über ein Moor führen. Er ist ein irisches National Monument. Vor Ort wurde das Corlea Trackway Visitors Centre als Museum errichtet.

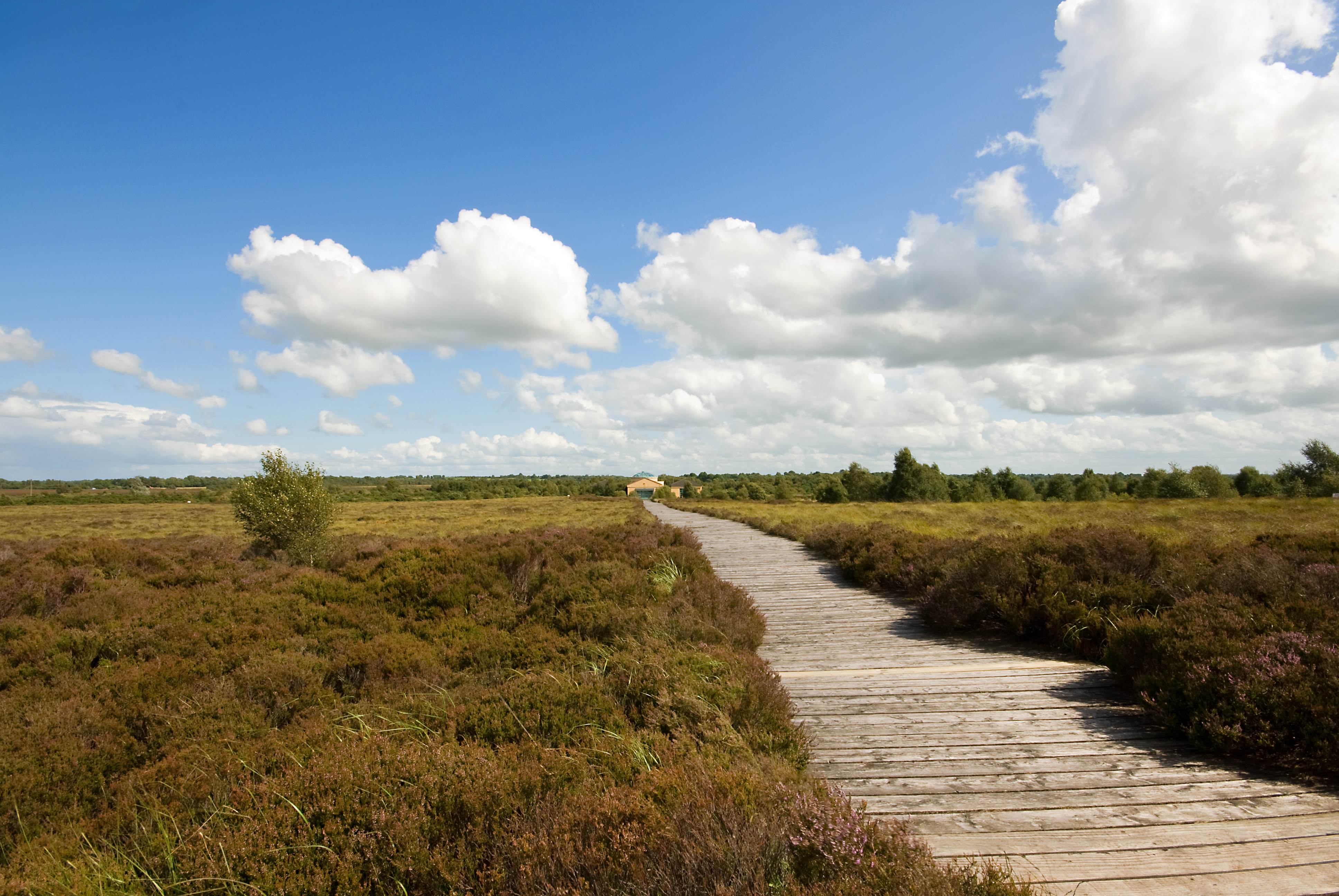
Corlea Trackway

Die von Barry Raftery (1944–2010) von dem University College Dublin ausgegrabenen Verbindungen sind etwa einen Kilometer lang, vier Meter breit und aus 15 cm dicken Eichenholzbohlen gebaut. Der Corlea 1 Trackway endet nach 1000 m auf einer kleinen Insel im Moor, vor der aus ein zweiter ebenso langer Bohlenweg auf die andere Seite des Moores führt. Beide wurden im Jahre 147 v. Chr. errichtet. Das mittels Belfast-Chronologie (Baumring-Chronologie) ermittelte Datum ist das bisher einzige bekannte eines Bohlenweges aus dem 2. Jahrhundert v. Chr. in Irland. Der Zweck der Bohlenwege ist unbekannt. Die Strecke war nur kurzzeitig verwendbar. Innerhalb eines Jahrzehnts versank sie im Moor. Ein Stück des Weges ist bei einem Besucher-Center als Rekonstruktion zu sehen.
Der mit 1,8 km sehr lange Sweet Track in England ist ein weitaus älterer Bohlenweg, der über ein Sumpfgebiet in der Grafschaft Somerset führt. Die verwendeten Baumstämme wurden etwa 3.800 v. Chr. gefällt. Die norddeutschen Bohlenwege sind zum Teil weit älter.